# Eothenomys chinensis
Eothenomys chinensis é uma espécie de roedor da família Cricetidae.
Apenas pode ser encontrada na China.